# エティエンヌ・パスカル
エティエンヌ・パスカル (仏: Étienne Pascal 1588年5月2日生 - 1651年9月24日没) はフランスの上級税務官であり、ブレーズ・パスカルの父親である。

## 生涯
エティエンヌ・パスカルは、フランスの財務官マルタン・パスカル（Martin Pascal）とマルグリット・パスカル・ド・モンス（Marguerite Pascal de Mons）の間にクレルモンで生まれた。
彼は3人の娘をもうけたが最初の娘は生後すぐに亡くなっている。
子供はジルベルト・ペリエ、ブレーズ・パスカルとジャクリーヌ・パスカルである。妻のアントワネット・ベゴンは1626年に亡くなっている。
彼は法服貴族であり、税務官であり、弁護士でもあった。
科学と数学にも関心を持っていた。オルレアンの大学で法律の教育を受けていた。1610年クレルモンに戻りクレルモン周辺のオーヴェルニュ地域圏の税務裁判所（フランス語: Cour des aides）の次長の職についた。
妻の死から5年後の1631年、エティエンヌは子供たちと共にパリへ移住した。彼らは家庭教師としてのルイーズ・デルフォー（Louise Delfault）を雇った。そして、彼女は一家にとって重要な役割を果たした。エティエンヌは再婚せず、家庭教育を行うことを決意した。
エティエンヌは、月の動きから経度を決定するというジャン＝バチスト・モランの計画が実用的かどうかを判断する科学委員会（ピエール・エリゴン（英語: Pierre Hérigone）やクロード・ミドージュ（英語: Claude Mydorge）らも委員として名を連ねている）に所属した。
リマソンはエティエンヌによって初めて研究され、命名されたため、この数学的な曲線は「パスカルの蝸牛形」と呼ばれている。
1651年9月24日にエティエンヌ・パスカルはパリで亡くなった。